# Andra rapporten om offentlig kredit
Andra rapporten om offentlig kredit var den andra av tre rapporter utgivna av USA:s grundlagsfäder samt chefen för landets finansdepartement Alexander Hamilton på uppdrag av kongressen, angående förslaget att upprätta ett nationellt centralbankssystem med namnet Bank of the United States, som skulle drivas privat men ägas delvis av regeringen. 